# Fissidens brevipes
Fissidens brevipes är en bladmossart som beskrevs av Bescherelle 1891. Fissidens brevipes ingår i släktet fickmossor, och familjen Fissidentaceae. Inga underarter finns listade i Catalogue of Life.